# Tammukkaoaivi
Tammukkaoaivi är ett berg i Finland. Det ligger i Enontekis i landskapet Lappland, i den norra delen av landet, 1 000 km norr om huvudstaden Helsingfors. Toppen på Tammukkaoaivi är 762 meter över havet, eller 171 meter över den omgivande terrängen. Bredden vid basen är 4,6 km.
Terrängen runt Tammukkaoaivi är huvudsakligen kuperad, men åt sydost är den platt.  Trakten runt Tammukkaoaivi är nära nog obefolkad, med mindre än två invånare per kvadratkilometer. Det finns inga samhällen i närheten. Omgivningarna runt Tammukkaoaivi är i huvudsak ett öppet busklandskap.